# Нахичеванский городской стадион
Нахичеванский городской стадион (азерб. Naxçıvan şəhər stadionu) — крупнейший спортивный стадион Нахичеванской Автономной Республики Азербайджана, расположенный в столице автономии, в городе Нахичевань. Официальное открытие стадиона после генеральной реконструкции состоялось 13 августа 2013 года. Являлся основным домашним стадионом клуба «Араз-Нахчыван», выступавшего в Премьер-Лиге чемпионата Азербайджана.

## История
Построенный в 1964 году стадион, до реконструкции и официального открытия носил имя Ибрагимхалила Ахундлу и вмещал около 10 000 зрителей. В 2000 году стадион был реконструирован и его вместимость достигла 12 800 зрителей. Однако за годы эксплуатации вновь стал вопрос о реконструкции и ремонте, который начался в мае 2013 года. В настоящее время стадион носит название — имени Нахчыванской Автономной Республики.

### Официальное открытие
13 августа 2013 года, после реконструкции и ремонта текнических помещений, состоялось официальное открытие стадиона имени Ибрагимхалила Ахундлу Нахчыванской Автономной Республики Азербайджана. На церемонии открытия принимали участие председатель Верховного Меджлиса НАР — Васиф Талыбов, министр молодежи и спорта Азербайджанской Республики — Азад Рагимов, а также представители общественности и официальные лица спортивных федераций автономной республики.

### Первая игра
Первая официальная игра, после реконструкции, состоялась 14 августа 2013 года и собрала на стадионе 4000 зрителей. Товарищеская встреча между клубами Первого Дивизиона «Араз-нахчыван» и «Нефтчала» завершилась вничью 1:1.

## Техническая характеристика
Общая площадь стадиона и административных зданий составляет 17 700 м². На первом этаже административного здания расположены раздевалки, радиоузел, докторская и тренерские комнаты, анбар и буфет. На втором этаже — спортивный зал и рабочие комнаты, а также конференц-зал на 25 человек. Полностью отремонтированы водопроводная, канализационная и отопительные системы, заменено травяное покрытие, заменены сидения и рекламные щиты, отремонтированы прожектора и беговые дорожки стадиона.